# パドリング (BDSM)
パドリングは、主にBDSMプレイの一つとしてパートナーをパドルで打つことを言う。スパンキングの一種。英語のパドリング (paddling) は主に犬かきのような動作を指すので通じない場合もある。

## 文化的背景
欧米では19世紀末から20世紀初頭にかけて教育の場での体罰が容認されていた。外傷を与えずに懲戒としての体罰に最適と考えられたのは尻への打撃である。家庭教育では平手で行なわれたそれは、学校では道具を用いて行なわれた。打撃音を大きくする効果、平手では打つほうが手が痛くなるという問題の解決などいくつかの理由があるとされる。各教室や講堂に備え付けられたスパンキングパドルは教育者の権威の象徴ともなっていた。何か悪いことをした児童は、同級生の前で尻をむき出しにされてパドルで打ち据えられるという屈辱的な罰を受ける。痛みと羞恥という二重の罰がより抑制効果を高めるとされ、主に年少者（6歳〜12歳）に行なわれた。
こうした経験(状況)はいやがうえにも性的な嗜好として固着しやすく、欧米ではパドルでのスパンキングは単なる苦痛以上のものとして認知されている(経験の有る無しにかかわらず)。

## パドルの種類
木製パドル
取っ手のある木製の板がほとんどである。取っ手は一体化しており、西洋の俎板にも似ている。板面は四角いものが一般的であるが楕円形のヘアブラシのような形のものも存在している。取っ手が短いものが多いが、板面よりも取っ手が長いものも存在している。中には板面に穴を開けたものもあり、風切り音を上げて心理的恐怖をあおるものもある。実際に学校などで使用されたものには表面に学校の名前や校章が彫られていたものもあり、叩かれると形が残るとされたものもある。
皮製パドル
スパンキングラケットなどという名前でアダルトショップで販売されている。鞭のような柄の先に大き目の皮の板が取り付けられている。有る程度柔らかくしなるのが特徴。合成皮革やラバー製もある。打撃がソフトで初心者向け。

## 打ち方
大きく音をたてることがポイントであり、純然たる苦痛を楽しむというよりはロールプレイ的に用いる。固い板で打つ場合、打ち抜くようにしては痛みが強いうえに音がこもるので、当たった瞬間にその位置で止める(あるいは軽く引く)ようにすると良い。

## 打つ部位
尻以外を打つことは危険である。皮製のパドルであっても打面が広いために思わぬ事故につながる恐れがある。

## 性的嗜好としてのウィッピング
日本では前述の文化的背景が希薄なため、単なる道具の変化としか見られないことが多い。そのため、打撃音の違いを解説し羞恥心をあおるなどの工夫が必要となる。いずれにせよ前戯として性感を高めるために行なうものである。

## その他のパドルの利用
前述のように校名を入れたパドルもあったとされるので、支配的パートナーの名前を刻印するのも楽しみ方の一つである。皮製パドルの表面に鋲を打ち、ディスプレイ用に用いる（実際に打った場合はあまりにも危険）などもその範疇に含まれる。